# باغ لذت‌ها
باغ لذت‌ها (اسپانیایی: El jardín de las delicias‎) یک فیلم درام اسپانیایی به کارگردانی کارلوس سائورا است که در سال ۱۹۷۰ منتشر شد. از بازیگران آن می‌توان به خوزه لوئیس لوپس باسکس، جرالدین چاپلین، خوزه نیتو، ماریسا پورسل، اسپرانسا روی و لوئیس د پابلو اشاره کرد.
این فیلم به سبب هجو بورژوازی فرانکو و اشاراتش به جنگ داخلی اسپانیا در این کشور سانسور شد.
نام این فیلم به تابلوی نقاشی باغ لذت‌های دنیوی اشاره دارد. منتقد و نویسندۀ آمریکایی جان سایمون فیلم باغ لذت‌ها را «نزدیک به یک شاهکار» توصیف کرد.